# Josef Pribik
Josef Pribik (uc. Йосип Прібік) fou un compositor i director d'orquestra bohemi, nascut el 1853.
Va fer els seus estudis al Conservatori de Praga, i el 1880 fou nomenat director d'orquestra del teatre de Khàrkiv, desenvolupant després les mateixes funcions a Lviv, Kíev, Tbilisi i Moscou, fins que el 1894 s'encarregà de la direcció de l'Orquestra Simfònica d'Odessa.
És autor de dues suites per a orquestra, un quintet i un quartet per a piano i instruments d'arc, sonates per a piano, cantates, melodies vocals, etc.